# Gate out
『gate out』（ゲート・アウト）は、1999年11月11日にリリースされたIcemanのリミックスアルバム。発売元はアンティノスレコード。 

## 概要
当初、発売日には『GATE//white』をリリースする予定だったが、「世紀末最後の日に発売したい」というメンバーの意向により、代わりにリミックスアルバムが発売された。累計売上は1.5万枚を記録。外部のリミキサーには委託せず、全て浅倉大介がリミックスを手掛けている。初回盤は蛍光イエローのスケルトンケース仕様。また、同年11月27日にはアナログ盤も発売されており、そちらには下記の収録曲に加えて「ICE BREAKER 1999 / more deep mix」が収録されている。

## 収録曲
| #  | タイトル                             | 作詞               | 作曲     | 編曲     | 時間 |
| -- | ------------------------------------ | ------------------ | -------- | -------- | ---- |
| 1. | 「Deep Wild / confidential mix」     | 伊藤賢一           | 伊藤賢一 | 浅倉大介 | 5:35 |
| 2. | 「Space Dreamer / geo mix」          | 伊藤賢一           | 浅倉大介 | 浅倉大介 | 5:25 |
| 3. | 「ICE BREAKER 1999 / deepstyle mix」 | 伊藤賢一、麻倉真琴 | 浅倉大介 | 浅倉大介 | 6:16 |
| 4. | 「CAUTION! / psychedelic mix」       | 伊藤賢一、麻倉真琴 | 浅倉大介 | 浅倉大介 | 6:17 |
| 5. | 「GATE I / skeleton mix」            | 伊藤賢一、麻倉真琴 | 浅倉大介 | 浅倉大介 | 5:15 |
| 6. | 「GATE II / skeleton mix」           | 伊藤賢一           | 浅倉大介 | 浅倉大介 | 3:55 |